# Lana Turner
Lana Turner, vlastním jménem Julia Jean Mildred Frances Turner (8. února 1921 Wallace, Idaho – 29. června 1995 Los Angeles) byla americká herečka. 

## Život

### Mládí

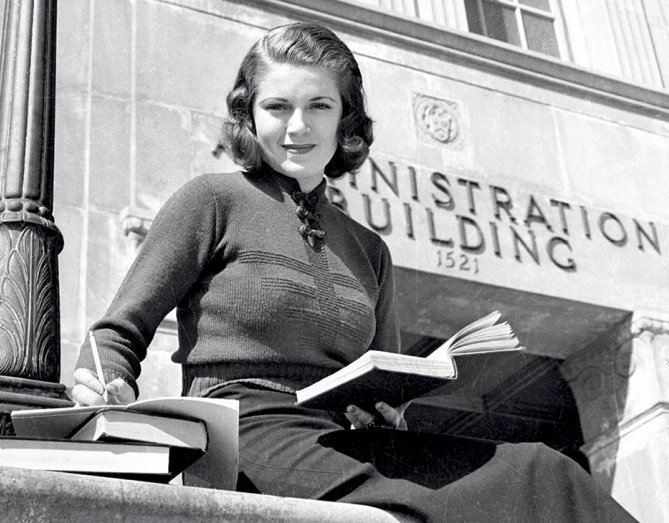
Lana Turner před Hollywood High School (1938)

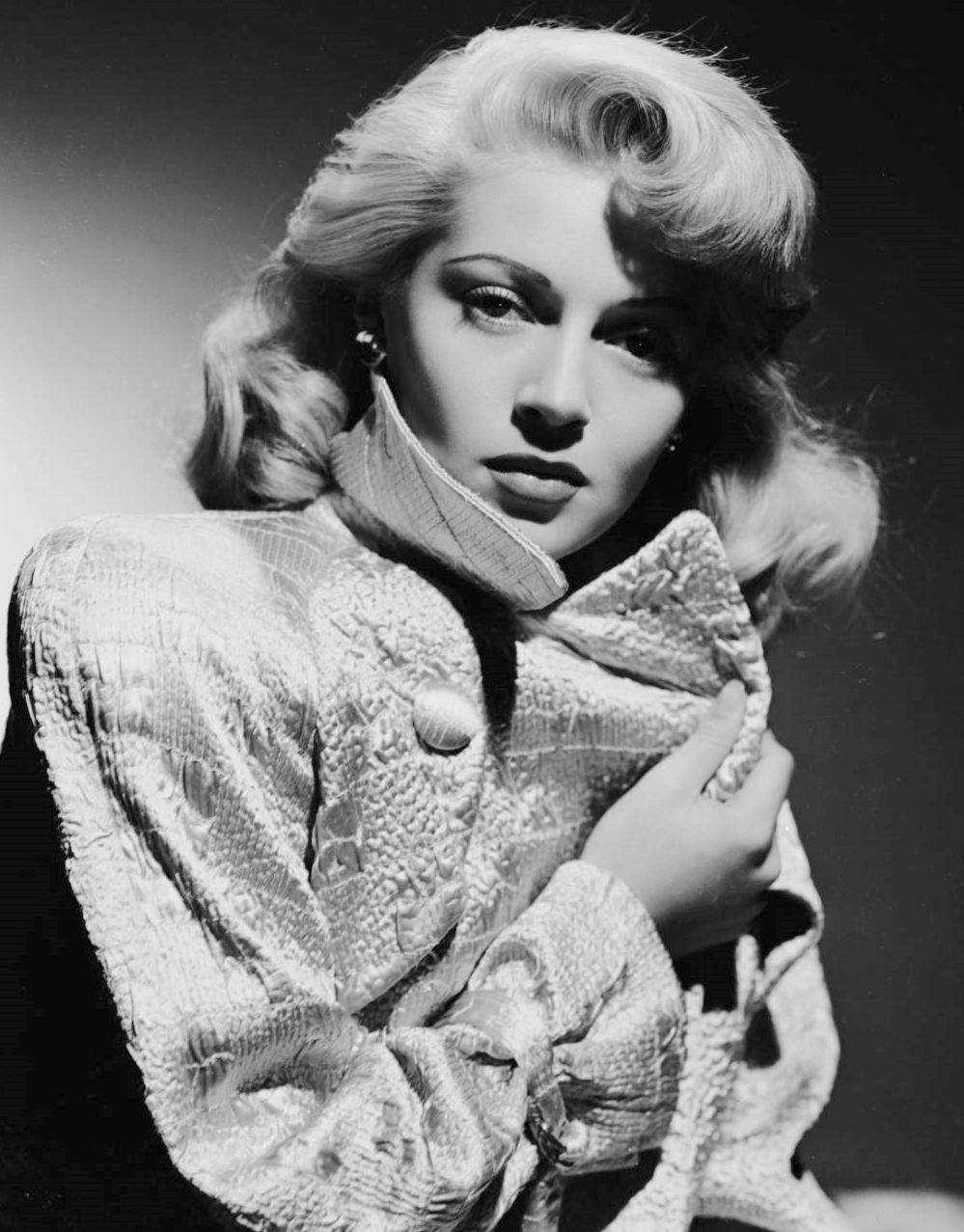
Lana Turner v roce 1943

Narodila se 8. února 1921 v nemocnici Providence ve městě Wallace v Idaho, jako jediná dcera alabamského horníka holandského původu Johna Virgila Turnera a Mildred Frances Cowanové z Arkansasu. Již od útlého věku projevovala zájem o vystupování a už ve třech letech tak poprvé vystoupila na charitativní módní přehlídce, kde její matka dělala modelku. Kvůli finančním problémům se rodina přestěhovala do San Franciska, ale její rodiče se brzy poté rozešli. 
Dne 14. prosince 1930 byl její otec zabit a oloupen o všechny peníze, které zrovna vyhrál v kostkách. Byl nalezen na rohu ulice ubitý k smrti, ale jeho vražda nebyla nikdy vyřešena. Tato tragédie měla na Lanu Turner hluboký dopad a její matka, se kterou žila, neměla téměř žádné peníze. Proto byly obě donuceny bydlet u známých, ale často se také stěhovaly. Nějakou dobu žily i v Modestu s cizí rodinou, která Lanu dokonce fyzicky týrala a zacházela s ní jako se služkou. Její matka pracovala jako kosmetička, ale i přesto, že pracovala i 80 hodin týdně, měla stále problém sebe i svou dceru uživit.
Brzy poté, co Lana konvertovala k římskokatolické církvi, se rozhodla, že se stane jeptiškou. Přijali ji do kláštera Neposkvrněného početí v San Francisku, ale své ambice však rychle změnila, když zjistila, že si bude muset nechat ostříhat vlasy. V polovině 30. let její matka onemocněla a lékař jí doporučil, aby se přestěhovala do suššího klimatu. V roce 1936 se proto přestěhovaly do Los Angeles, odkud už Lana neměla daleko k filmové kariéře.
Jednoho dne vynechala hodinu psaní na stroji, a šla si místo ní koupit Coca-Colu do Top Hat Cafe. Právě zde v obchodě, si jí všiml zakladatel a vydavatel časopisu The Hollywood Reporter William R. Wilkerson a zeptal se jí, jestli by neměla zájem hrát ve filmech. Lana odvětila, že se nejprve musí zeptat své matky, a hned za hodinu se vrátila s jejím svolením. O dva dny později podepsala smlouvu se studiem Warner Bros.

### Začátek kariéry
Po návrhu režiséra Mervyna LeRoye přijala umělecké jméno Lana Turner a debutovala v celovečerním kriminálním dramatu They Won't Forget (1937). Tento snímek jí vynesl přezdívku „Sweater Girl“ (~ děvče ve svetru), díky malému uplému svetru, který zvýrazňoval její poprsí. Přezdívku však vždy nenáviděla, ale díky ní se stala mnohem známější.
Poté, co byl koncem roku 1937 LeRoy najat jako vedoucí pracovník u studia Metro-Goldwyn-Mayer (MGM), požádal Jacka L. Warnera, aby s ním mohla k MGM přejít i Lana Turner. Warner s tím neměl žádný problém, protože věřil, že studiu nic významného nepřinese. Laniným prvním větším filmem se měl stát film The Sea-Wolf, ale projekt byl nakonec odložen. Místo toho byla obsazena do filmu Love Finds Andy Hardy (1938), kde hrála po boku začínajících hvězd Judy Garlandové a Mickey Rooneyho.
Koncem třicátých let si zahrála v několika filmech zaměřených na mládež (Rich Man, Poor Girl (1938), či Dramatic School (1938)) a po romantické komedii Dancing Co-Ed (1939) se objevila i na obálce časopisu Look.
V roce 1940 se také provdala za kapelníka Artie Shawa a utekli spolu do Las Vegas. Se svým manželem si zahrála i ve filmu We Who Are Young (1940) a jejich manželství bylo velmi propagováno. Trvalo však trvalo pouhé 4 měsíce a brzy poté, co se rozvedli, zjistila, že je těhotná a podstoupila potrat. 
Po úspěšných snímcích jako Two Girl on Broadway (1940), Ziegfeld Girl (1941), bylo studio jejími výkony ohromeno a MGM jí zvedlo plat ze 100 $ rovnou na 1 500 $ týdně. V kariéře pokračovala vedlejší rolí ve filmu Dr. Jekyll a pan Hyde (1941) a hned poté byla obsazena do westernu Honky Tonk (1941), kde si zahrála po boku Clarka Gablea. Spolu se poté objevili ještě v dalších třech snímcích, a začalo se šeptat, že spolu mají romantický vztah.

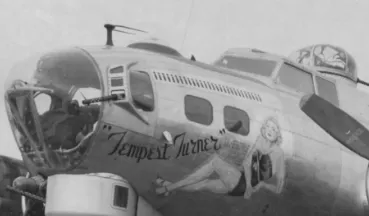
Nápis „Tempest Turner“ a malba Lany Turner na americkém bombardéru B-17.

Po zapojení USA do druhé světové války se z ní také stala populární pin-up girl a její obrázky nesoucí přezdívku „Tempest Turner“ (~ bouřlivá Turner) se často objevovaly na vojenských letounech. Kromě modelingu také začala skupovat válečné dluhopisy a během 10týdenního turné s Gablem začala dokonce největším kupcům slibovat polibky. Při prodeji např. v Pioneer Couthouse v Portlandu tak prodala dluhopis v hodnotě 5 000 $ muži za dva polibky.
V červenci 1942 se na večírku v Los Angeles seznámila s hercem Josephem Stephenem Cranem a po týdnu spolu utekli opět do Las Vegas, kde se také vzali. O čtyři měsíce později muselo být jejich manželství anulováno, jelikož Craneho předchozí rozvod ještě nebyl ukončen. V březnu 1943 se proto vzali znovu, a čekali spolu dítě. Lana však měla krevní skupinu RH negativní, což jí způsobovalo anémii, a lékaři na ni naléhali, aby podstoupila potrat. Dítě se jí však podařilo donosit a 25. července 1943 porodila dceru Cheryl. Kvůli Lanině stavu se však narodila s fetální erytroblastózou, která málem způsobila její smrt.
V srpnu 1944 se kvůli Craneho nezaměstnanosti a lásce k hazardu nechala rozvést, a po zbytek roku jako celoživotní demokratka podporovala Franklina D. Roosevelta během prezidentských voleb. Po kasovním trháku Week-End at the Waldorf (1945) a klasickém film-noiru Pošťák vždy zvoní dvakrát (1946) nastal v její kariéře zlom. Naprostá většina kritiků byla jejími výkony nadšená a studio to přimělo, aby ji přestalo obsazovat pouze do rolí okouzlujících sexsymbolů, které ji zatím tak proslavily. V srpnu 1946 nahradila ve velkorozpočtovém historickém dramatu Green Dolphin Street samotnou Katharine Hepburnovou a během roku 1947 měla několik románků s Frankem Sinatrou i s Howardem Hughesem, a poté co zjistila, že je těhotná s Tyrone Powerem, se rozhodla znovu potratit.
Po dalších velmi úspěšných filmech (Cass Timberlane (1947) a Homecoming (1948)) se stala nejoblíbenější hvězdou MGM a rovněž jednou z deseti nejlépe placených žen v USA (ročně vydělávala 226 000 $). Téhož roku se během natáčení filmu The Three Musketeers také provdala za milionáře Henryho J. Toppinga Jr., ale z důvodu oslav na natáčení dorazila až o tři dny později. Vedoucí studia Louis B. Mayer jí pohrozil pozastavením smlouvy, ale po snímku, který vydělal 4,5 milionu dolarů, jí dokonce zvedl plat rovnou na 5 000 $.
Brzy poté zjistila, že je opět těhotná, a počátkem roku 1949 předčasně porodila v New Yorku. Její první syn se však narodil mrtvý. Ve své hvězdné kariéře pokračovala dál dramatem A Life of Her Own (1950), kterému se však od kritiků ani veřejnosti nedostalo příliš příznivých recenzí. Studio se ji proto pokusilo obsadit do muzikálů, ale snímek Mr. Imperium (1951) se stal ještě větším propadákem než její předchozí.
V té době se také potýkala s osobní finanční krizí, kvůli čemuž trpěla i depresemi, a v září 1951 se dokonce pokusila o sebevraždu, když si v zamčené koupelně pořezala zápěstí. Zachránil ji její obchodní manažer Benton Cole, který dveře vylomil a zavolal záchrannou službu. O rok později začala natáčet svůj druhý muzikál The Merry Widow (1952) a během natáčení měla románek s hereckým kolegou Fernandem Lamasem, kterého však studio MGM propustilo, jelikož Lanu poté fyzicky napadl. The Merry Widow se sice stala o něco úspěšnější než Mr. Imperium, ale veřejnost ani kritiky rozhodně nenadchla.
V prosinci 1952 se rozvedla i se svým třetím manželem, také z důvodu jeho lásky k alkoholu a hazardu, a o rok a další muzikál později se provdala ze herce Lexe Barkera. Její kariéra však začala po pár úspěšnějších snímcích opět pomalu upadat. V únoru 1956 se jí studio rozhodlo neobnovit smlouvu a tak byla donucena pokusit se hrát na vlastní pěst. Pro studio MGM pracovala 18 let a její filmy vydělaly více než 50 milionů dolarů.
Téhož roku opět zjistila, že je těhotná s Barkerem, ale po sedmi měsících těhotenství porodila dceru mrtvou. Po čtyřech letech manželství rovněž požádala o rozvod, jelikož ji manžel prý pravidelně obtěžoval a znásilňoval. Brzy po rozvodu začala natáčet drama Peyton Place (1957), pro 20th Century Fox, které se stalo velkým trhákem a byla za něj nominována i na Oscara za nejlepší herečku.

### Pozdější kariéra a skandál s vraždou

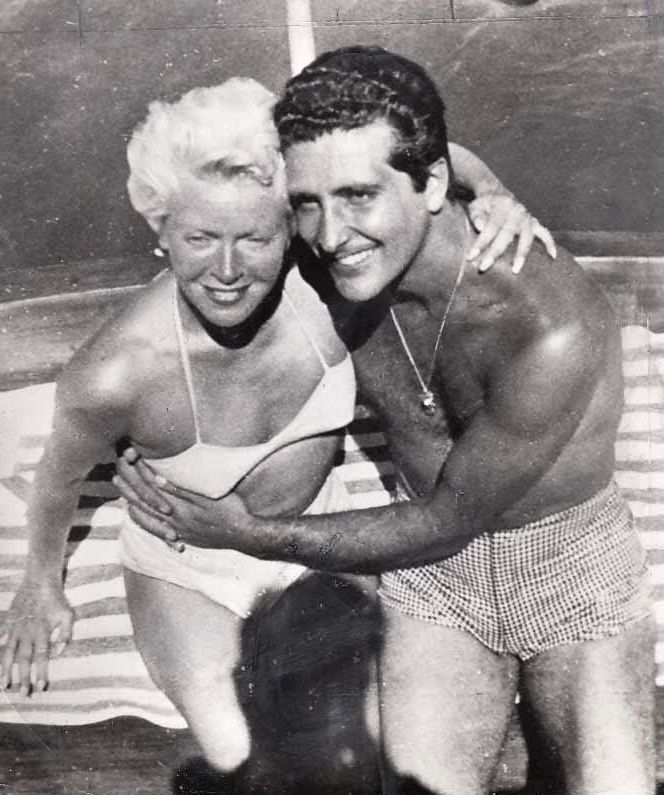
Lana Turner a Johnny Stompanato (1957)

Své další drama natočila pro společnost Paramount Pictures, při kterém se seznámila s bývalým námořníkem a gangsterem Johnnym Stompanatem. Poté, co zjistila, kdo Stompanato vlastně je, pokusila se jejich vztah zrušit, ale Stompanato se nenechal jen tak odbýt. Jejich vztah se následně stal sérií hádek, fyzického týrání a opakovaného usmiřování. V září 1957 ho při natáčení dramatu Jiný čas, jiné místo (1958) v Londýně navštívila, ale brzy se spolu opět rozhádali, a poté, co Stompanatemu nedovolila navštívit její natáčení, ji během hádky téměř udusil. Společně se svou maskérkou Del Armstrongovou zavolaly do Scotland Yardu, aby Stompanata deportovali. Ten se o jejich plánu však dozvěděl a na natáčení se objevil se zbraní a začal Laně i Seanu Connerymu vyhrožovat. Connery mu však vytrhl pistoli z ruky a zlomil mu zápěstí, proto se Stompanato dal rychle na útěk. Detektivové ho poté našli v jeho domě a doprovodili ho na letiště, odkud ho poslali zpět do USA.
Poté, co se Lana 26. března 1958 vrátila zpět, ji Stompanato po předávání cen akademie znovu fyzicky napadl. Dne 4. dubna ji napadl znovu, když vtrhl do jejího domu a začali se opět vášnivě hádat. Hned poté, co jí Stompanato vyhrožoval, že zabije ji, její dceru Cheryl i její matku, přispěchala její dcera, která se dívala na televizi ve vedlejší místnosti, s kuchyňským nožem, a pobodala ho do břicha. Stompanato byl na místě mrtvý a případ se stal rychle mediální senzací. Přestože Cheryl spáchala vraždu, byla ospravedlněna a propuštěna do péče své babičky. 
I přes Laninu negativní publicitu související se Stompanatovou smrtí jí nabídli roli v dramatu Imitation of Life (1959), které se zařadilo mezi největší úspěchy roku, a jelikož Lana nechtěla brát plat, ale vždy přesně 50 % z výdělku filmu, vydělala více než dva miliony. Po dalším dramatu Portrait in Black (1960) se provdala za svého pátého manžela, rančera Fredericka Maye, se kterým se poznala krátce po natáčení Imitation of Life. Hned po svatbě se nastěhovala k němu na jeho ranč v Chinu v Kalifornii a následující rok natočila ve spolupráci s MGM svůj poslední film – Bachelor in Paradise (1961). Po natáčení tak vybrala svých 92 000 $ z penzijního fondu MGM a o rok později se vrhla na natáčení komedie Who's Got the Action? (1962).
Téhož roku se opět rozvedla, ale s Mayem zůstali přáteli až do konce života. O 3 roky později se vdala posedmé, tentokrát s o deset let mladším hollywoodským producentem a obchodníkem Robertem Eatonem.
V kariéře pokračovala dalším úspěšným dramatem Madame X (1966) a nízkorozpočtovým thrillerem The Big Cube (1969), který příliš kladných recenzí nesklidil a jeden kritik dokonce prohlásil, že je to jeden z Laniných nejhorších výkonů. V dubnu téhož roku se opět rozvedla, jelikož zjistila, že jí byl manžel nevěrný. Jen o několik týdnů později se spontánně provdala za hypnotizéra v nočním klubu a podvodníka Ronalda Pellara, který tvrdil, že je ze Singapuru a že má doktorát z psychologie. Brzy poté však zjistila, že jí sebral 35 000 dolarů a navíc ukradl několik dalších šperků v hodnotě 100 000 $. V roce 1970 tak znovu požádala o rozvod a po zbytek života začala tvrdit, že žije v celibátu.
„Mým cílem bylo mít jednoho manžela a sedm dětí, ale ukázalo se, že je to přesně naopak.“ 
Počátkem 70. let se vrátila k divadlu, které však stále střídala s natáčením filmů. Na konci dekády její kariéra začala znovu upadat a navíc trpěla i závislostí na alkoholu, která jí však začala už koncem 50. let. V roce 1980 se objevila ve svém posledním celovečerním filmu (Witches' Brew (1980)), ale několikrát se ještě ukázala v pár epizodách televizního seriálu Síla Rodu (1981). V roce 1985 ještě naposledy hostovala v seriálu The Love Boat (1985), kterým svou hereckou kariéru definitivně ukončila.
Jelikož byla celý život alkoholičkou a kuřačkou, diagnostikovali jí na jaře 1992 rakovinu hrdla. Proto podstoupila operaci, ale o dva roky později se jí rakovina vrátila, jelikož z krku metastazovala do plic i do čelisti.
Lana Turner zemřela 29. června 1995 ve svém domě v Los Angeles ve čtvrti Century City.

## Osobní život
Lana Turner se několikrát provdala, jejími manžely byli:
1. Artie Shaw (1940–1940)
2. Joseph Stephen Crane (1942–1943)
3. Joseph Stephen Crane (1943–1944) – dcera Cheryl Crane
4. Henry J. Topping Jr. (1948–1952)
5. Lex Barker (1953–1957)
6. Frederick May (1960–1962)
7. Ronald Dante (1969–1972)

## Filmografie (výběrová)
- 1939 These Glamour Girls (režie S. Sylvan Simon)
- 1939 Dancing Co-Ed (režie S. Sylvan Simon)
- 1940 We Who Are Young (režie Harold S. Bucquet)
- 1940 Two Girls on Broadway (režie S. Sylvan Simon)
- 1941 Johnny Eager (režie Mervyn LeRoy)
- 1941 Honky Tonk (režie Jack Conway)
- 1942 Někde se potkáme (režie Wesley Ruggles)
- 1943 Slightly Dangerous (režie Wesley Ruggles)
- 1944 Marriage Is a Private Affair (režie Robert Z. Leonard)
- 1945 Week-End at the Waldorf (režie Robert Z. Leonard)
- 1945 Keep Your Powder Dry (režie Edward Buzzell)
- 1946 Pošťák vždy zvoní dvakrát (režie Tay Garnett)
- 1947 Green Dolphin Street (režie Victor Saville)
- 1947 Cass Timberlane (režie George Sidney)
- 1948 The Three Musketeers (režie George Sidney)
- 1948 Homecoming (režie Mervyn LeRoy)
- 1950 A Life of Her Own (režie George Cukor)
- 1951 Mr. Imperium (režie Don Hartman)
- 1952 The Merry Widow (režie Curtis Bernhardt)
- 1952 Město iluzí (režie Vincente Minnelli)
- 1953 Latin Lovers (režie Mervyn LeRoy)
- 1954 Zrazení (režie Gottfried Reinhardt)
- 1954 The Flame and the Flesh (režie Richard Brooks)
- 1955 The Prodigal (režie Richard Thorpe)
- 1955 Pronásledování na moři (režie John Farrow)
- 1955 Když nastaly deště (režie Jean Negulesco)
- 1956 Diane (režie David Miller)
- 1957 Peyton Place (režie Mark Robson)
- 1958 The Lady Takes a Flyer (režie Jack Arnold)
- 1958 Jiný čas, jiné místo (režie Lewis Allen)
- 1959 Imitation of Life (režie Douglas Sirk)
- 1960 Portrait in Black (režie Michael Gordon)
- 1961 By Love Possessed (režie John Sturges)
- 1965 Love Has Many Faces (režie Alexander Singer)
- 1966 Madame X (režie David Lowell Rich)
- 1969 The Big Cube (režie Tito Davison)
- 1974 Persecution (režie Don Chaffey)
- 1976 Bittersweet Love (režie David Miller)